# Laserdisc

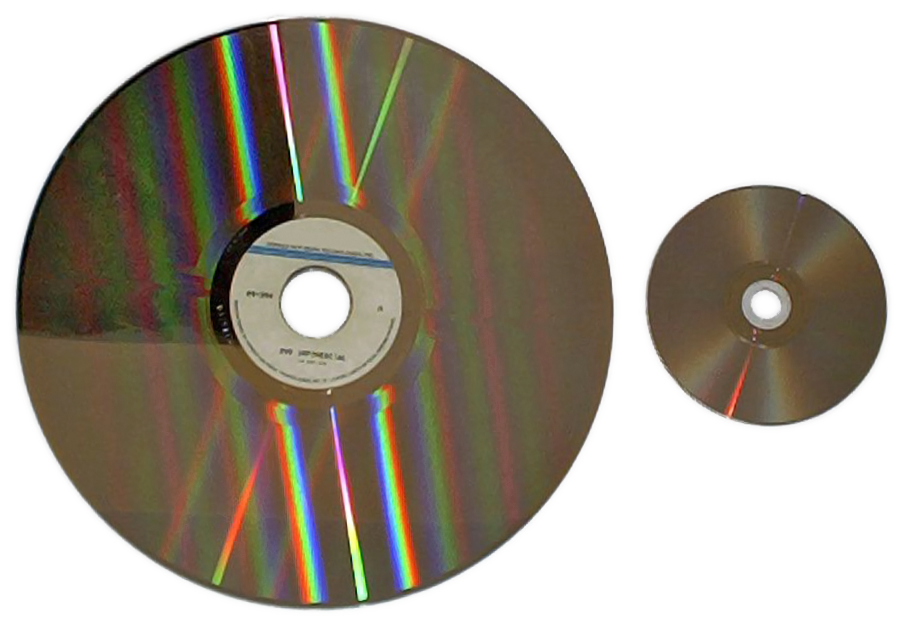
En LD-skiva jämfört med dvd-skiva

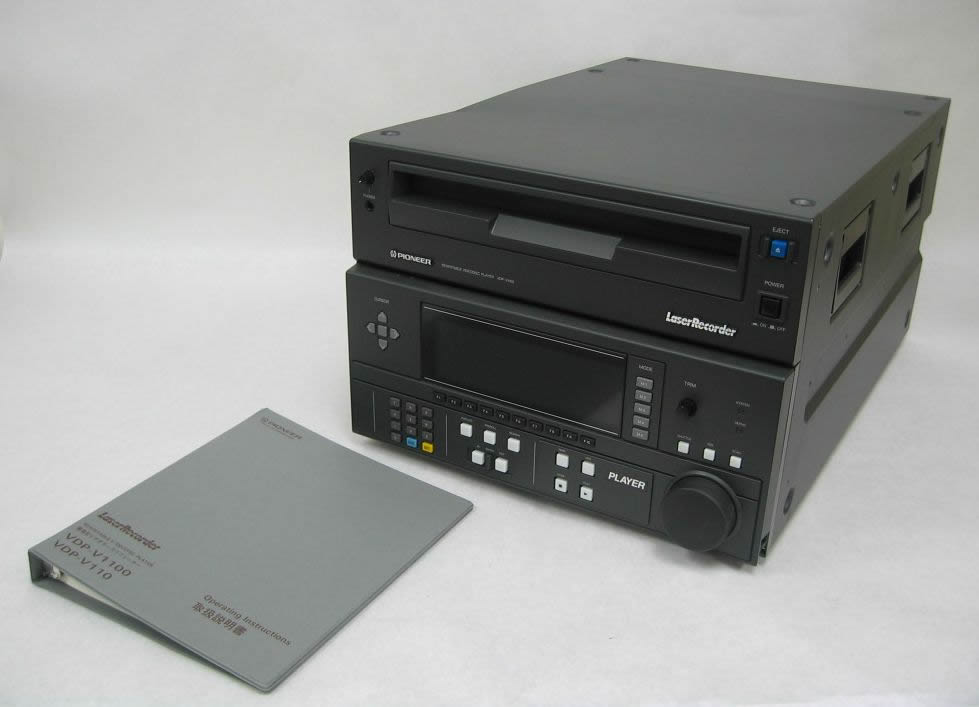
En laserdiscspelare.

Laserdisc (laserskiva), även skrivet laser disc eller LD, var det första kommersiella optiska lagringsmediet för film, men också använt för TV-spel. Skivorna var oftast i storleken 12 tum, alltså lika stor som en LP-skiva. Det fanns även 8-tumsskivor.

## Historik

### Namn
Formatet hette ursprungligen "Discovision" och har marknadsförts under flera andra namn innan "LaserDisc" blev standard på 1980-talet. Exempel:
- Reflective Optical Videodisc
- Laser Videodisc
- Laservision
- DiscoVision
- MCA DiscoVision

### Utveckling
Tekniken som ligger till grund för LD uppfanns av David Paul Gregg 1958 och patenterades 1961, då under namnet Discovision. Den första demonstrationen genomfördes av Philips och MCA den 12 december 1972.
År 1978 släpptes den första LD-filmen i Nordamerika (Hajen av MCA Universal). Som jämförelse lanserades VHS i USA år 1977   och musik-CD:n 1982. 
År 1981 köpte Pioneer upp rättigheterna för att lansera formatet i Japan, då under namnet Laservision. År 1983 lanserades de första utgåvorna på formatet med digitalt ljudspår, och samtidigt lanserades namnet Laserdisc.

### Spridning
LD fick ett svalt mottagande internationellt, även om formatet tekniskt sett var långt före sin tid. Laserdiscspelare var betydligt dyrare än den största konkurrenten VHS, och det gick generellt inte att spela in på formatet. Laserdiscbrännarna som erbjöds var väldigt dyra för vanliga konsumenter, och man kunde heller inte radera materialet från skivan. Formatet blev dock väldigt populärt bland videoentusiaster i USA och Japan. År 1998 fanns Laserdisc i 2 procent av de amerikanska hushållen. Enligt en artikel i The New York Times 1999 hade cirka 10 procent av hushållen i Japan laserdiscspelare.

## Teknik

### Lagring
En LD lagrar data på samma sätt som andra optiska skivmedier. Den har ett plastskikt med mönster av upphöjningar och nedsänkningar som läses av med en laser. Skillnaden mellan LD och andra format är att den lagrar information både analogt och digitalt.
De digitala komponenterna kodas på samma sätt som till exempel en CD-skiva. De analoga signalerna däremot representeras som en frekvensmodulerad våg.

### Bild
Video lagrades analogt på LD:n som en komposit videosignal.

### Ljud
Det digitala ljudet kunde kodas i flera olika format:
- Digitalt stereo-ljud kodades med EFM på samma sätt som i musik-CD.
- Surround-ljud kunde kodas som Dolby Digital eller DTS.